# Comuna Gârcov, Olt
Gârcov este o comună în județul Olt, Oltenia, România, formată din satele Gârcov (reședința) și Ursa.

## Demografie
Componența etnică a comunei Gârcov
     Români (92,92%)
     Alte etnii (7,08%)
Componența confesională a comunei Gârcov
     Ortodocși (92,62%)
     Alte religii (0,34%)
     Necunoscută (7,03%)
Conform recensământului efectuat în 2021, populația comunei Gârcov se ridică la 2.047 de locuitori, în scădere față de recensământul anterior din 2011, când fuseseră înregistrați 2.303 locuitori. Majoritatea locuitorilor sunt români (92,92%). Din punct de vedere confesional, majoritatea locuitorilor sunt ortodocși (92,62%), iar pentru 7,03% nu se cunoaște apartenența confesională.

## Politică și administrație
Comuna Gârcov este administrată de un primar și un consiliu local compus din 11 consilieri. Primarul, Niculiță Bobonete[*], de la Partidul Social Democrat, este în funcție din 2012. Începând cu alegerile locale din 2024, consiliul local are următoarea componență pe partide politice:
|  | Partid                    | Consilieri | Componența Consiliului | Componența Consiliului | Componența Consiliului | Componența Consiliului | Componența Consiliului | Componența Consiliului |
|  | ------------------------- | ---------- | ---------------------- | ---------------------- | ---------------------- | ---------------------- | ---------------------- | ---------------------- |
|  | Partidul Social Democrat  | 6          |                        |                        |                        |                        |                        |                        |
|  | Uniunea Salvați România   | 3          |                        |                        |                        |                        |                        |                        |
|  | Partidul Național Liberal | 2          |                        |                        |                        |                        |                        |                        |